# Трансіранська залізниця
35°39′30″ пн. ш. 51°23′54″ сх. д. / 35.658305555556° пн. ш. 51.398333333333° сх. д.
Трансіранська залізниця — залізниця довжиною 1394 км, що перетинає Іран з півночі на південь через гірський масив Загрос, що сполучила каспійський порт Бендер-Торкеман з містом Шапур (сьогоденний Бендер-Імам-Хомейні) на березі Перської затоки і прокладена через кілька великих міст, включаючи Тегеран. Спорудження залізниці велося 1927 — 1938, за часів правіння правління шаха Реза з династії Пехлеві.
Під час економічних реформ, відомих як «Біла революція», ініційованих в 1963 році шахом Мохаммедом Реза, Трансіранська залізниця була розширена і включила в залізничну транспортну мережу міста Мешхед, Тебріз та Ісфахан.

## Російський проект
Ідея спорудження залізниці, що сполучала би Російську Імперію та Індію, неодноразово висловлювалася приватними російськими інвесторами в 1889, 1990 і 1905 роках, однак ці пропозиції відхилялися російським урядом, що мав побоювання порушення географічно обумовленої гегемонії Росії в Персії і погіршення взаємин з Британською Імперією. В 1889 році між Росією і Персією була досягнута домовленість про те, що на території останньої не буде проводитися будівництво будь-яких залізниць без згоди на те Російської імперії, проте вже в 1910 році Меджліс Ірану, проголошений в ході Конституційної революції, скасував цю угоду. Посилення всередині перського суспільства антиросійської партії, поряд з появою нової загрози в особі Німеччини, привели уряд Росії до необхідності прийняття додаткових заходів щодо захисту своїх економічних інтересів в Персії, в тому числі і за допомогою будівництва залізниць.
Здійснення масштабного проекту будівництва залізниці від Каспійського моря до Перської затоки вимагало значних фінансових вкладень, однак Російсько-японська війна 1905 року та низка інших обставин різко скоротили обсяг можливих державних дотацій.
Британія також відмовилася спонсорувати проект. Голова Державної думи Російської Імперії Микола Хомяков і прихильник Антанти Звегинцев І. А. висунули приватну ініціативу по залученню коштів для побудови залізниці, що сполучатиме Індію з Європою, для протидії економічній експансії Другого Рейху в регіоні, який до того моменту вже завершував будівництво Багдадської залізниці, яка сполучала Німеччину і Османську Імперію, і мав плани по розширенню залізничної мережі у напрямку Тегерана.
До грудня 1910 був утворений трансіранський залізничний консорціум, що складається з дванадцяти великих російських банків, дев'ять з яких уклали низку угод з французькими банками в 1911 році, що забезпечило фінансову підтримку, необхідну для будівництва залізниці. Останнім кроком перед початком втілення проекту в життя передбачалося участь британців, які мали видати Персії кредит сумою від чотирьох до шести мільйонів фунтів-стерлінгів відповідно до плану, розробленого міністром закордонних справ Росії в 1906 1910 роках Олександром Ізвольським і міністром закордонних справ Сергієм Сазоновим. Проте британський віце-король Індії Джордж Керзон ухилився від участі в проекті, висловивши підозри, що Росія зазіхає на Індію, дорогоцінну колонію Британської Імперії, чим викликав різкий протест з боку Сазонова проти подібних звинувачень. І тільки в 1912 році фінансисти з Росії, Франції і Великої Британії сформували «Société d'Etudes» («Дослідницьке товариство») для трансіранскої залізниці.
Коли Артур фон Гвиннер, голова правління Deutsche Bank і Багдадської залізниці, оголосив про плани побудувати до 1916 року дільниці залізниці, що сполучає Багдад з Ханакіном, темпи підготовки до створення трансіранської залізниці були прискорені: російська сторона займалася будівництвом північного відрізка між Астара і Тегераном і залученням французьких інвестицій в «Société d'Etudes», в той час як британці діяли в районі Перської затоки.
Участь Османської імперії у Балканських війнах в 1912-1913 роках призвели до нестабільності всередині Персії, що в свою чергу відбилося на інвестиційній привабливості «Société d'Etudes» і бажанні вкладників кредитувати збанкрутілу Персію і в черговий раз відклало будівництво залізниці. Сергій Сазонов запропонував, що здійсненню проекту допоможе призначення на посаду прем'єр-міністра Персії колишнього шахського міністра Са'Даула, готового співпрацювати з іноземними державами і приступити нарешті до будівництва трансіранської залізниці навіть без згоди на те новоствореного парламенту. Однак сер Едвард Ґрей, міністр закордонних справ Великої Британії, відмовився від цього плану через особисту неприязнь до конституційного руху в Ірані.
Сформована в Європі після завершення Балканських воєн геополітична ситуація змусила Росію і Велику Британію прийняти ймовірність в найближчому майбутньому війни з Центральними державами, а тому тягло за собою необхідність зміцнення англо-російських відносин. У той же час Сазонов, розсерджений нездатністю Британії прийти до компромісу по маршруту, що сполучає Індію, пригрозив перейти до одностороннього будівництві північного шляху, що в кінцевому підсумку змусило Едварда Грея поступитися і погодитися на будівництво залізниці відповідно з умовленими домовленостями.. До червня 1914 року розпочалося топографічне обстеження дільниці від Ензелі (нинішній Бендер-Ензелі) до Тегерана, а в 1915 році були завершені і представлені громадськості результати спорудження відрізка від Астара до Тегерана. Проте, поразка Росії в Першій світовій війні поклало кінець її участі у проекті трансіранскої залізниці.

## Будівництво
В 1924 році американська компанія «Ulen and Company» склала технічну і економічну оцінку проекту залізничної лінії між Хорремшехром і узбережжям Каспійського моря, а в 1925 році іранський парламент затвердив закон, запропонований шахом Реза Пехлеві, про будівництво залізниці на власні фінансові кошти держави, що надходять з податків від продажу цукру і чаю, щоб уникнути подальшого нарощування зовнішнього боргу. Спочатку планувалося побудувати дві пробних дільниці на північному і південному кінцях передбачуваної трансіранскої залізниці, для чого американці в 1927 році створили спільне підприємство під назвою «Sindicat du Chemin du Fer en Perse» з німецьким консорціумом «Konsortium für Bauausführungen in Persien», утвореним трьома німецькими компаніями «Philipp Holzmann», «Bilfinger Berger» та «Siemens-Bauunion».
Німецькі компанії розпочали прокладку 128-кілометрового відрізка колії від нової гавані Бендер-Торкемен на Каспійському морі до Ґаєм-Шахра, розташованого в передгір'ях Альборза, а американці протягнули лінію з Бендера-Шахпура (нинішній Бендер-Хомейні) через Ахваз до Дезфул. Обидві дільниці шах Реза Пехлеві особисто проінспектував, причому його поїздка по північній дільниці між Бендер-Гезом і Сарі пройшла благополучно, а на південній дільниці, побудованій американцями, закінчилася двома аваріями — двічі шахський вагон сходив з розмитого дощами залізничного полотна. В результаті шах виявився заточеним на два тижні в місті Ахваз, де був змушений чекати завершення проливних дощів до 25 січня, а уряд Ірану призупинив виплати американцям, і ті в 1930 році вийшли з угоди. У той же час німецький консорціум, який розірвав співпрацю з «Ulen and Company» на конференції в Бад-Кіссінгені, отримав додатковий контракт на будівництво 590 км залізниці.
Але німцям не вдалося завершити будівництво, оскільки уряд шаха Реза бажав отримати більше контролю над процесом будівництва, і у квітні 1933 року Іран уклав контракт з данською фірмою «Kampsax», яка в той час активно займалася будівництвом залізниці в Туреччині і мала додаткову перевагу як компанія з невеликої країни, що не представляє політичного ризику для незалежності Ірану. Менеджери «Kampsax» виставили 43 лоти для субпідрядників з Європи, США та Ірану, координуючи їх роботу з головного офісу в Тегерані, і залучили до будівництва близько 55 000 іранських робітників. Північним, найбільш гірським і складним, відрізком шляху займалися в основному італійські компанії (зокрема «Cogefar-Impresit SpA»), що мали великий досвід в прорубуванню тунелів, а єдиним великим контрактом, який отримали німці, було зведення Тегеранського залізничного вокзалу. Договір передбачав здачу об'єкта до травня 1939 року, але будівництво завершилося достроково і при цьому повністю вклалося в бюджет, і, таким чином, Трансіранська залізниця була офіційно відкрита 26 серпня 1938 року..
Загальна довжина залізниці склала 1394 км. Залізниця проходить через 230 тунелів і 4100 мостів, використовує залізничні спіралі для подолання різких перепадів висот, а її найвища точка розташовується в Еракі на висоті 2220 метрів над рівнем моря. Відносно легкі рейки, використані при будівництві, вводять обмеження на допустиме навантаження на вісь рухомого складу..

## Інженерні та геологічні особливості

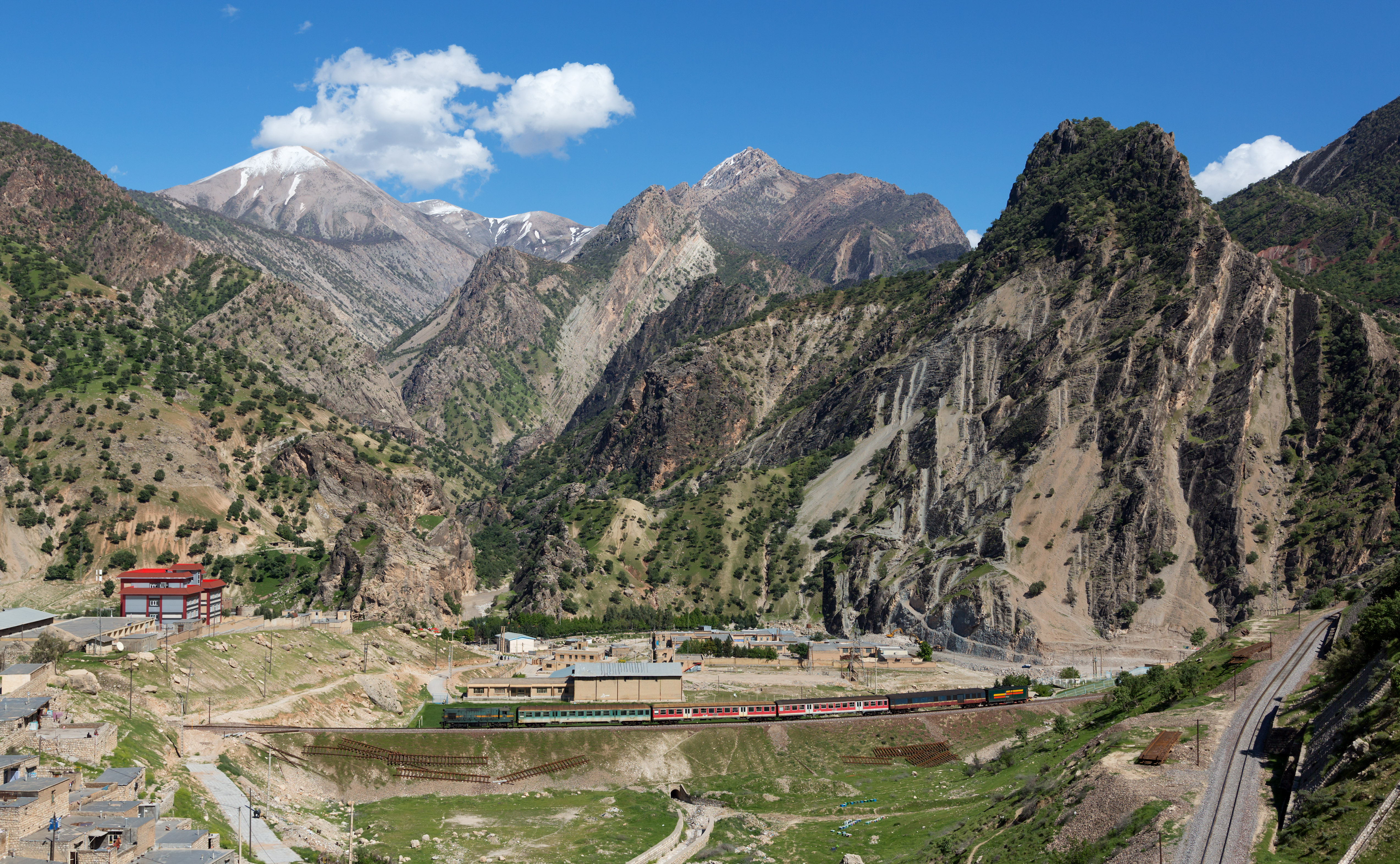
Трансіранська залізниця у горах Загрос

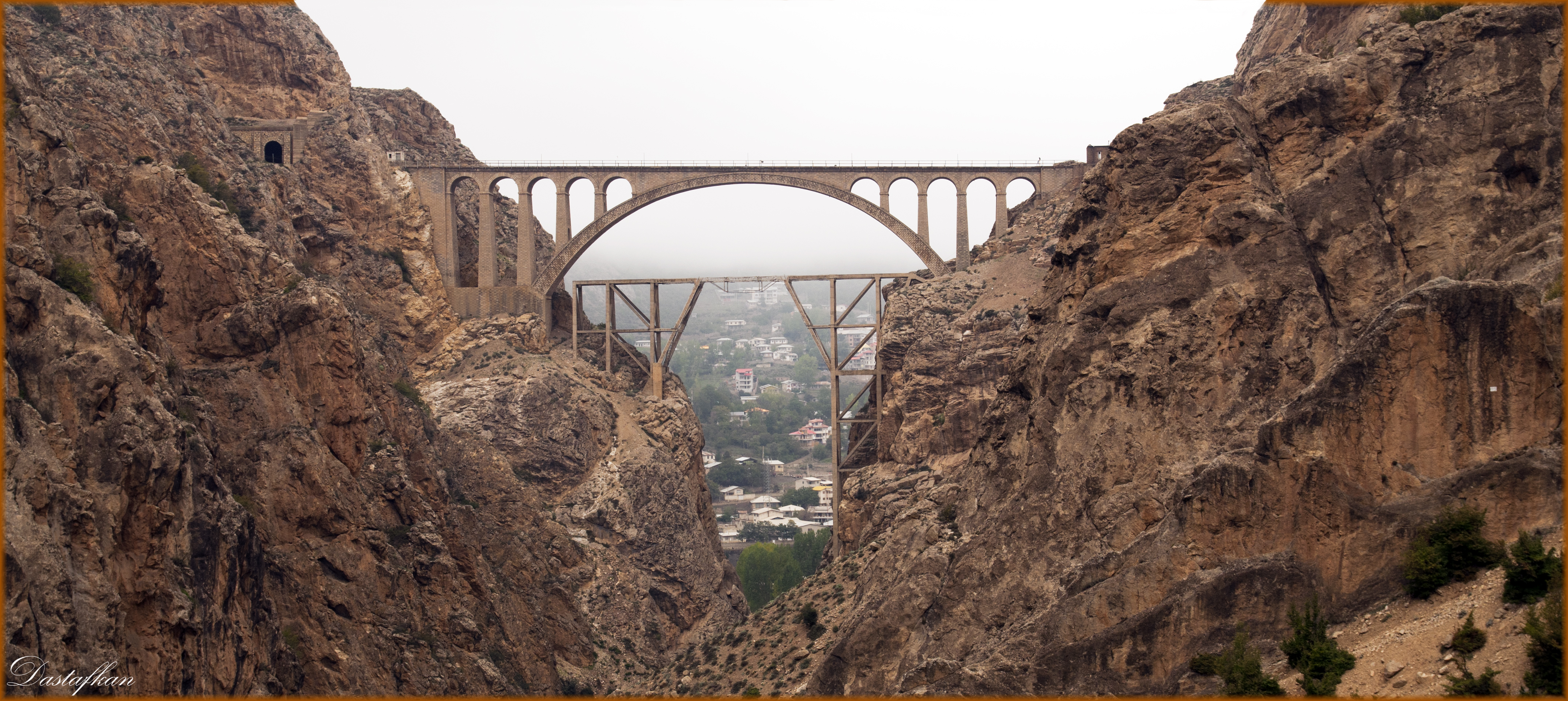
Міст Вереск заввишки 110 метрів та завширшки 66 метрів

У процесі будівництва було подолано низку труднощів, які раніше вважалися непереборними і змушували інженерів відмовлятися від затвердженого плану і шукати обхідні шляхи відповідно до особливостей місцевого рельєфу і геології:
- Тунель через соляний купол, в якому змінився рівень ґрунтових вод призвів до розмивання солі.
- Тунель, що спочатку прямував твердими породами, але зіткнувся з відкладеннями порошкоподібного гіпсу, які заповнили вже прорубаний хід.
- Тунель через пемзу, яка не піддається ні лопатам й кайлу, ні вибухотехніці.
- Тунель, який зіткнувся з великою підземною порожнечею або печерою в горах і вимагає спорудження моста всередині тунелю.
- Вузькі ущелини, які могли бути подолані тільки за допомогою великих мостів на кшталт Вереску у горах Ельбурс

Однією з найвідомішою дільницею Трансіранської залізниці є спіраль «Три золотих лінії» в провінції Мазендеран з трьома петлями на одному схилі гори.

## Локомотиви
Англійська локомотивобудівна компанія «Beyer-Peacock» в 1936 році поставила до Ірану чотири зчленованих паровози системи Гарратта типу 2-4-1 + 1-4-2. ,, які в 1938 році в іранській державній системі нумерації отримали позначення «клас 86.01»., в 1938 році до відкриття трансіранської залізниці німецькі виробники поставили 65 локомотивів. Серед них 49 паровозів належали типу 1-4-0 Consolidations: 24 вироблені на заводах Круппа і стали позначатися як «клас 41.11», 16 — підприємством «Henschel und Sohn » як «клас 41.35» та 9 — фабрикою «Maschinenfabrik Esslingen» як «клас 41.51». Решта 16 належали типу 1-5-0, були виготовлені «Henschel und Sohn» і отримали позначення «клас 51.01».
Крім того, під час будівництва залізниці данці придбали 10 двоциліндрових вантажних локомотиви Gölsdorf типу 0-5-0, випущені між 1909 і 1915 роками для Австрійської державної залізниці компаніями «Wiener Neustädter Lokomotivfabrik», «Lokomotivfabrik Floridsdorf» і «Lokomotivfabrik der StEG» у Відні і «Breitfeld-Daněk» у Богемії. При відкритті трансіранскої залізниці в 1938 році ці локомотиви зберегли за собою австрійське позначення — «клас 80»

## Економічна доцільність
Спорудження Трансіранської залізниці обійшлася Ірану в 2 195 180 700 ріалів, причому здебільшого була забезпечена за рахунок податків на цукор (два ріали за 3 кг) і чай (шість ріалів за 3 кг), виробництво яких було націоналізовано і монополізовано міністерством промисловості в рамках економічних реформ шаха Реза Пехлеві. Всупереч очікуванням російських і британських ініціаторів проекту залізнична лінія лише незначно сприяла зниженню транспортних витрат всередині країни, а саме будівництво зустріло значну опозицію як з боку іранців, які вважали, що виділяються могли б знайти краще застосування, так і з боку іноземних критиків, в першу чергу британських (зокрема генерала Персі Сайкса), що бачили велику доцільність у прокладанні залізничного маршруту із заходу на схід, а не з півночі на південь.
Проте, згідно з планом економічної модернізації, розробленому під орудою шаха Реза, Трансіранська залізниця була оголошена фінансовим і стратегічним пріоритетом, а критичні висловлювання щодо її будівництва могли загрожувати звинуваченням у шпигунстві на користь Великої Британії.
Однак, незважаючи на появу вільного ринку, різке зростання ряду сучасних галузей промисловості, збільшення обсягів сільськогосподарської продукції і частки експорту, Іран як і раніше залишався фінансово неблагополучною і слабкою державою і був не в змозі отримати максимум вигоди з успішно завершеного будівництва. Найбільше значення нова залізниця отримала в складі трансіранського маршруту, який став частиною великої програми допомоги США своїм стратегічним союзникам, відомої як Ленд-ліз.

## Британсько-радянське управління в 1941-1942 роках
У серпні 1941 року радянські, британські і британські індійські війська вторглися в Іран для захисту свого нафтового постачання і забезпечення безпеки трансіранського маршруту з Перської затоки в центральноазійські республіки Радянського Союзу. У вересні 1941 року союзники взяли на себе управління і обслуговування Трансіранського залізниці: британський Корпус королівських інженерів під командуванням бригадира Годфрі Д. Родос взяв під контроль південну дільницю між Тегераном і портом Бендер-Шахпура (сьогоденний Бендер-Хомейні), а Червона армія прийняла під оруду північний відрізок між Тегераном і портом Бендер-Шаха (нині Бендер-Торкемен) на Каспійському морі
Корпус королівських інженерів почав розширювати пропускну здатність трансіранського маршруту за рахунок побудови залізничних станцій-розв'язок в Бендер-Шахпура, Ахвазі і Андімешкі, а також приєднання нової лінії з Ахвазу в Хорремшехр на Шатт-ель-Арабі. В Абадані був побудований транспортний вузол для перевантаження локомотивів з торгових суден на баржі, які сплавлялися по річці Карун до порту Ахваз, де вивантажувалися з барж на залізничні колії. Коли британці тільки почали експлуатувати трансіранську залізницю в 1941 році, вона була здатна пропускати лише один вантажний потяг на день, але вже в першому кварталі 1942 року загальний обсяг вантажоперевезень становив 978 тонн на день, а до вересня 1943 року вантажопереробка зросла до 5 400 тонн на день, що стало можливим завдяки ввезенню нових локомотивів, вагонів і залученню досвідчених працівників.
У локомотивному парку південної ділянки в Ахвазы спочатку значилися два німецьких паровози типу 1-5-0, сім німецьких 1-4-0, два 1-4-0 виробництва «Beyer-Peacock», два 0-5- 0 австрійського виробництва і сім малих локомотивів, причому з них лише 1-5-0 перебували у прийнятному стані. У грудні з Британії почали прибувати десятки паровозів LMS типу 1-4-0, а разом з ними і 840 вантажних вагонів вантажопідйомністю в 20 тонн. У лютому 1942 року були введені в експлуатацію 27 праюючих на вугіллі паровозів LMS 1-4-0, які отримали в системі іранських державних залізниць позначення «клас 41.100». Після того, як британці доставили достатню кількість цих паровозів, деякі з німецьких локомотивів були переведені на північну дільницю Трансіранської залізниці, що була під контролем Радянського Союзу. З лютого по серпень 1942 року південна дільниця отримав 96 працюючих на нафті LMS 1-4-0, позначених «класом 41.150», а до грудня 1942 року до них додали ще 19 паровозів «класу 41.100», що працюють на вугіллі.У тому ж році «Davenport Locomotive Works» поставив 24 дизель-механічних маневрових локомотивів 0-2-0, замовлених Іраном ще до вторгнення союзників  і позначених «класом 20.01» .

## Американсько-радянське управління в 1942-1945 роках

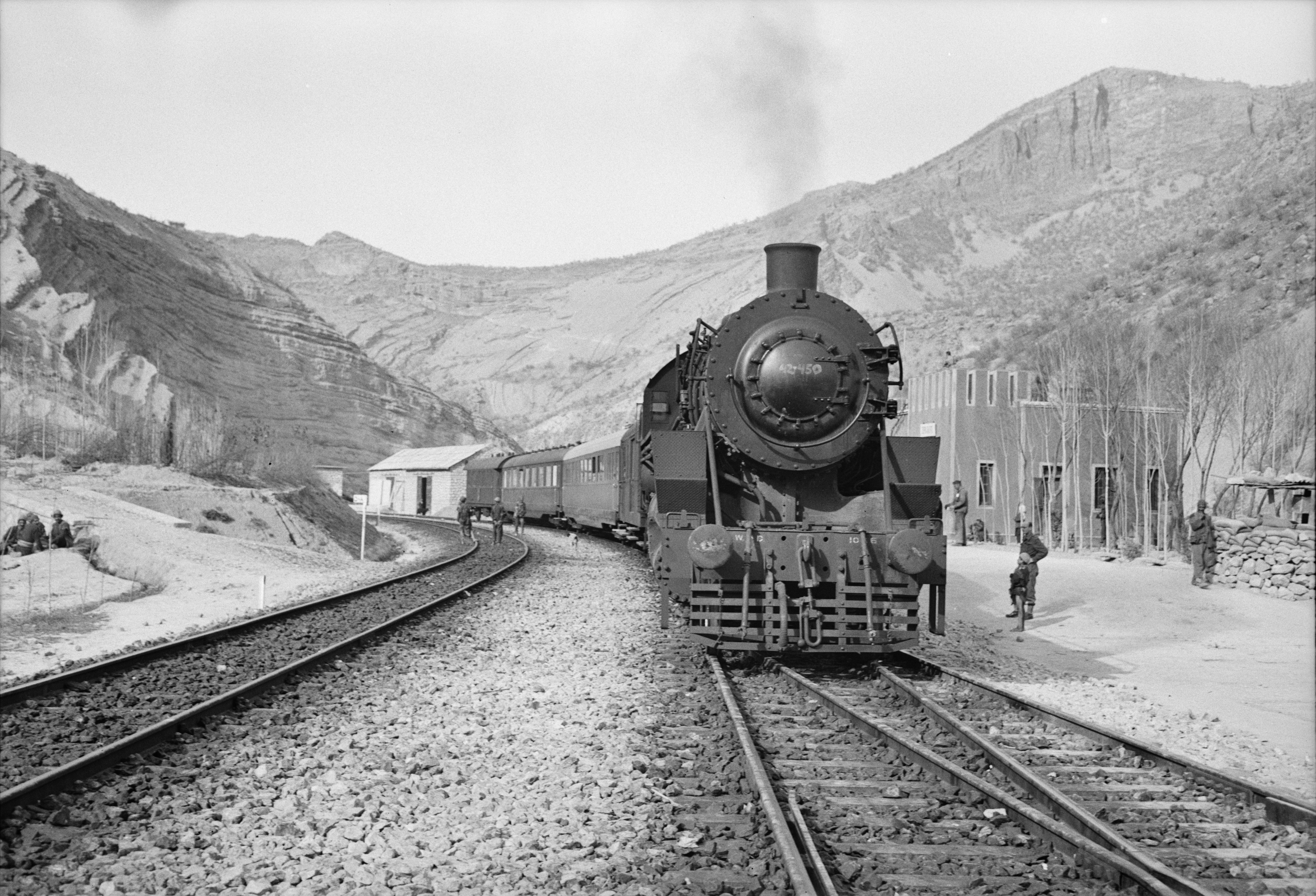
Американський вантажний потяг з допомогою для СРСР, 1943 рік.

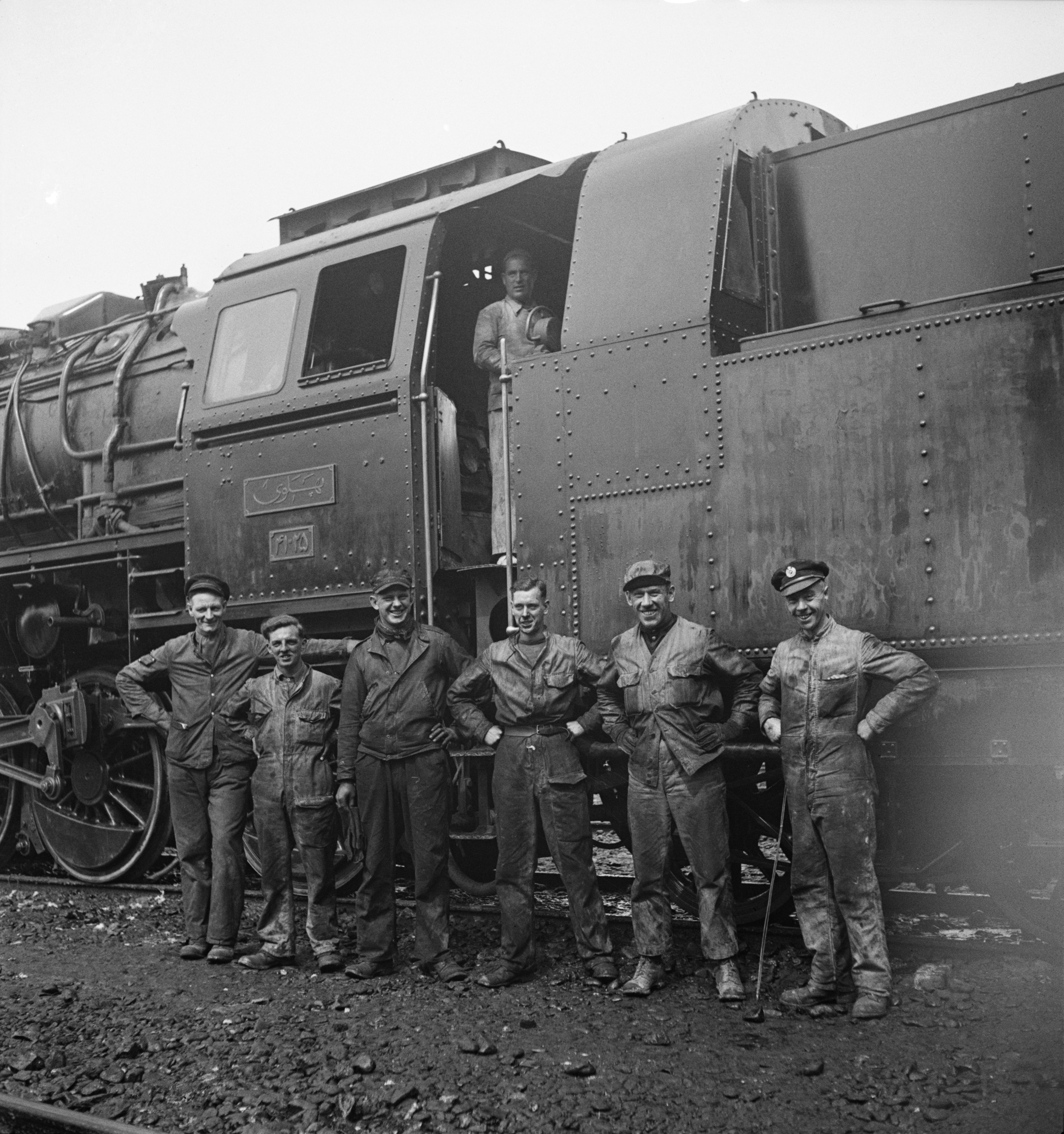
Американські та британські залізничники, 1943 рік.

У грудні 1942 року британський Корпус королівських інженерів передав управління південною дільницею Трансіранської залізниці Транспортному корпусу США (USATC). Американці вважали, що дизель-електровози придатніші для експлуатації на відрізку, де на 166 км є 144 тунелі і обмежено водопостачання, ніж паровози, які мають труднощі у спекотному кліматі іранських рівнин  і створюють своїми димом важкі умови для обслуговуючого їх персоналу, тому ввели в обіг 13 чотиривісних тепловозів ALCO RS-1, побудованих компанією American Locomotive Company (ALCO) і модернізованих в шестивісні RSD- 1 потужністю в 1000 кінських сил , і ще 44 тепловози RSD-1, вироблених спеціально для Трансіранської залізниці. Ці 57 локомотивів здійснювали перевезення вантажів на дільниці між Бендер-Шахпура (нинішній Бендер-Хомейні) і Андімешк,  в той час як відрізок між Андімешк і Тегераном обслуговував 91 паровоз S200, який мав в системі нумерації іранських державних залізниць позначення «клас 42.400»
Транспортний корпус США розширив парк Трансіранської залізниці на 3000 вантажних вагони , а у квітні 1943 року  ввів в експлуатацію ще 18 RSD-1 виробництва ALCO , що дозволило американцям повернути кілька LMS 1-4-0 британському середньосхідному командуванню  і розширити сферу застосування дизель-електровозів на північ, спочатку до Кума (у вересні 1943 року), а потім і до Тегерана (у травні 1944 року).  Завдяки цим заходам в 1944 році вантажообіг становив в середньому 6 489 тонн на день.
До травня 1945 року програму американської допомоги СРСР в рамках Ленд-лізу було завершено, і у червні Транспортний корпус США вивіз свої локомотиви RSD-1  і повернув контроль над Трансіранською залізницею британському уряду, який в свою чергу передав управління Іранським державним залізницям .

## Післявоєнне розширення
Подальший розвиток Трансіранської залізниці відбувалося повільно через брак фінансових коштів: лише з 1961 року почалося істотне розширення залізничної мережі з будівництвом лінії від Бендер-Торкемен до Горгану. Під час Ірано-іракської війни в 1980-1989 роках була сильно пошкоджена дільниця між Ахваз і Хорремшехр.
В 2007 році голови Казахстану, Туркменістану та Ірану підписали угоду про будівництво нової залізниці, яка мала сполучити ці країни, що передбачало розширення північного відрізка Трансіранської залізниці від Горган до Інче-Баруна, та 3 грудня 2014 року залізничне сполучення було відкрито.